# Formió (Terenci)
El Formió de Terenci segurament es va estrenar l'any 161, segons les didascàlies, als Ludi Romani o Ludi Megalenses. La data d'aquesta representació coincideix amb la de l'Eunuc, tot i que no se sap del cert quina va ser la primera a representar-se, algunes fonts daten primer el Formió i després l'Eunuc, tot i que ambdues obres estan molt properes en la cronologia. El Formió va tenir un gran èxit. No sols va ser ben acollida en la primera representació, sinó que va ser representada després de la seva mort. L'última representació es data de l'any 141. El Formió és una adaptació de comèdies d'Apol·lodor de Carist, un seguidor poc conegut de Menandre.

## Argument
L'esclau Davos porta al seu amic Geta per obsequiar-lo la dona del seu jove amo. Geta li diu a Davo el que li succeeix: el seu amo Demifó i a la vegada, Cremes, germà de Demifó, ha començat un llarg viatge i li van confiar la vigilància dels seus fills, Antífo i Fèdria. Aquest últim està enamorat de Fània, òrfena i pobra; es casa amb ella per la seva complicitat amb Formió, que cita davant la justícia a Antifó i declara que aquest és el parent més proper de la noia i, per aquest motiu, tenia pel dret atenenc l'obligació de casar-se amb ella. Pensant en la tornada dels pares, Geta temia per haver-se prestat a afavorir els capritxos dels joves. Fèdria enveja la sort d'Antifó, que ha aconseguit la possessió del seu amor; Antifó, en canvi, es considera desgraciat davant del que pugui ocórrer amb el retorn del seu pare. Arriba Geta anunciant l'arribada del seu pare a Antifó i la necessitat de mostrar-se valent i decidit davant tal eventualitat. Antifó promet fer front a la tempesta, però, arribat el cas, no resisteix la mirada del seu pare i fuig deixant la pròpia defensa en mans de Geta i Fèdria.
Aquests s'encarreguen efectivament de desarmar Demifó: el teu fill, diuen, ha estat víctima d'un intrigant anomenat Formió; ell no va saber defensar-se, perquè la seva característica timidesa el va paralitzar de tal manera que no va ser capaç de pronunciar una sola paraula davant els jutges. D'una altra banda, a Geta no li era possible treure'l del tràngol, ja que, com a esclau, no pot comparèixer davant la justícia per declarar. Demifó, per esclarir l'assumpte, mana a Geta cridar a Formió i a Antífó. Arriben Geta i Formió. Aquest es disposa a menjar a cor què vols a la costa de Deimifó. Repeteix audaçment el que havia declarat davant els jutges, és a dir, sosté que efectivament el pare de Fania era parent de Demifó, que es deia Estilifó. Demifó consulta el cas amb uns amics seus. Aquests no estan d'acord en allò que convé dir. En conseqüència, Demifó resol esperar l'arribada del Cremes i remetre's al seu judici.
Geta informa Antifó de tot allò que acaba de succeir. Fèdria demana a Dorió per tots els mitjans que tingui paciència i li reservi la seva estimada esclava almenys per tres dies. Dorió es mostra inflexible i la ven a un soldat. Intervé Antifó; l'última paraula de Dorió és que l'esclava pertanyerà al primer que porti en mà el seu import. Davant l'angúnia de Fèdria i la insistència d'Antifó, Geta s'arrisca a obtenir de Demifó les trenta mines per al rescat: demana la col·laboració de Formió per assegurar l'èxit de l'intent.
Cremes havia tingut clandestinament una filla a Lemnos, i ara no va trobar allà ni aquesta filla, ni la que era la seva mare, segons, els informes que va poder recollir, ambdues havien tornat a Atenes. Cremes i Demifó havien acordat casar aquesta jove amb Antifó, sense dir res a ningú del seu naixement perquè la dona legítima de Cremes no pogués saber-ho. Ara els dos germans tracten del contratemps que per al seu projecte suposa l'inspirat matrimoni d'Antífon amb Fània. Geta, que s'ha entès amb Formió, ataca els dos vells. Els diu que ha proposat a Formió una solució pacífica. La solució és que el mateix Formió es casi amb Fània; però, com està compromès ja amb una altra dona que l'ha indemnitzat, caldrà donar-li la mateixa suma. Demifó protesta, però Cremes promet pagar aquesta quantitat amb les rendes que porta de Lemnos, producte dels béns que allà posseeix la seva dona. Antífon es queixa davant Geta per aquesta solució, ja que això suposa la dissolució del seu matrimoni amb Fània. Tornen els dos vells amb els diners. Demifó anirà a donar-li a Formió, i després, de part de Cremes, portarà a Nausístrata (esposa de Cremes) l'encàrrec de convèncer Fània perquè aquesta permeti separar-se d'Antífon i casar-se amb Fània.
Cremes surt d'Atenes en la cerca dels seus familiars als quals no va poder trobar a Lemnos. La dona legítima ha mort, i la filla és Fània, precisament la muller d'Antífon. Cremes, encantat davant la inesperada situació, prega a Sòfrona que guardi el secret sobre la seva paternitat de Fània. Lamentant-se de les 30 mines que ha de donar a Formió, Demífon mana a Geta anunciar a Fània la propera visita de Nausístrata. Aquesta rep Demifó i es queixa de la poca habilitat de Cremes com a administrador de les seves possessions a Lemnos. Arriba Cremes impacient per referir a Demífon la gran notícia que acaba d'escoltar de Sòfrona. Però la presència de Nausístrata l'obliga a ser circumspecte: es limita a dir que Fània és efectivament de la seva sang. Després de moltes peripècies, Geta, en anar a cercar Fània, sorprèn una conversa per la qual s'adona del secret de Cremes i de l'interès dels dos vells per mantenir el matrimoni d'Antífon amb Fània. Davant d'això, Formió pren mitjans per salvar les trenta mines que ha rebut. Cremes i Demifó les reclamen, però ell replica que els tractes són tractes, que està disposat a acomplir la seva paraula i que, en tot cas, si ells tornen cap enrere i li neguen la mà de Fània, ell no podrà sortit perjudicat i, en conseqüència, es quedarà amb les trenta mines. Davant aquesta determinació, els vells amenacen de portar-lo als tribunals, i ell respon amb una altra amenaça: revelarà a Nausístrata el secret de Cremes. Aquesta es queixa en haver conegut els paranys del seu marit; l'acaba perdonant, però no sense aconseguir abans d'ell el perdó de Fèdria i el de Formió.

## Personatges
En aquesta obra, com en d'altres, els caràcters des personatges responen a tipus general d'home i de dona. Però, en cada comèdia adquireixen una nova precisió.
Cremes: naturalesa tova, d'actuació complicada per manca de fortalesa moral. És el vell que se la campa fora de casa i es procura en una illa llunyana una compensació a les exigències de la dona rica amb la qual s'ha casat. Allí té una altra dona i amb ella ha tingut una filla. El tipus de marit dominat per la seva dona, rica o autoritària, i el del qui la tem per haver-la enganyada amb una altra, era corrent en la comèdia nova.
Formió: el caràcter del paràsit es complica amb l'astúcia dels picaplets, que amb objecte de procurar-se l'agraïment d'una filla de casa bona fent ús d'una refinada astúcia, es va assegurar la protecció d'ells per viure la vida que li queda. La necessitat el fa ser viu i demostra una habilitat, una riquesa de recursos i una força dialèctica extraordinàries. Aquest caràcter és un dels més fecunds en força i ardits còmics. Gran aprofitador de les debilitats humanes, les coneix profundament i les explota com una mina inexhaurible.
Antifó: és tímid i indecís i perd de seguida la serenitat. Les paraules que utilitza sovint són "temo", "estic aterrat". S'adona que no pot fer res millor que abandonar el seu esclau, el seu cosí, el seu paràsit treballa en lloc d'ell; fins quan l'avergonyeix la seva inèrcia, espera passivament el resultat de les seves maquinacions. Quan es creu traït pel seu esclau, es limita a lamentar-se.
Nausístrata: personatge del desenllaç, és la matrona.
Davos: esclau de Demifó.
Geta: esclau de Demifó.
Antifó: home jove, casat amb Fània.
Fèdria: home jove que està enamorat d'una esclava.
Demifó: ancià; pare d'Antifó i germà de Cremes.
Hegió, Cratinus, Critó, homes bons; són amics de Demifó.
Dorió: traficant d'esclaves.
Sòfrona: dida de Fània.